# Shirley Crabtree
Pour les articles homonymes, voir Crabtree (homonymie) et Big Daddy.
Shirley Crabtree, Jr., né le 14 novembre 1930 à Halifax et mort le 2 décembre 1997 dans la même ville, est un catcheur anglais connu sous le nom de ring de Big Daddy. 
Il a travaillé pour Joint Promotions et la British Wrestling Federation. Apparaissant initialement à la télévision en tant que Heel, il a fait équipe avec Giant Haystacks. Après s'être séparé de Haystacks, il est devenu un favori des fans et la meilleure star de Joint Promotions de la fin des années 1970 au début des années 1990.

## Biographie

### Jeunesse
Shirley Crabtree, Jr. est le fils de Shirley Crabtree, Sr. qui est catcheur. Il fait du rugby au sein du club de Bradford Northern mais ne parvient pas à intégrer l'équipe première. Il a exercé de nombreux métiers avant de suivre les pas de son père. Il a été mineur dans une mine de charbon et sauveteur sur les plages de Blackpool.

### Carrière
Crabtree a décidé de suivre les traces de son père, Shirley Crabtree Sr., devenir un catcheur, en 1952. Il est devenu populaire dans les années 1950 et début des années 1960 comme un des yeux bleus présenté comme « Blond Adonis Shirley Crabtree. » Il a remporté le championnat européen des poids lourds dans les promotions conjointes et une branche disputée du titre britannique des poids lourds dans la Fédération britannique indépendante de lutte avant de quitter en 1966 à la suite d'une campagne (non kayfabe) de harcèlement lors de spectacles de lutte par l'ancien champion Bert Assirati. Il a pris sa retraite pendant environ six ans. Au cours des années 1960, Crabtree possédait une discothèque souterraine à Bradford qui s'appelle maintenant Sunbridge Wells.
En 1972, Crabtree est revenu à Joint Promotions en tant que méchant avec un gadget du Battling Guardsman basé sur son ancien service avec les Coldstream Guards. C'est durant cette période qu'il fait ses premières apparitions dans World of Sport sur ITV.
Peu de temps après, le frère de Shirley, Max, a été nommé booker de la région nord avec Joint Promotions et a commencé à transformer Crabtree en le personnage pour lequel il se souviendrait le mieux. Basé à l'origine sur le personnage du même nom joué par l'acteur Burl Ives dans la première adaptation à l'écran de Tennessee Williams, Cat on a Hot Tin Roof (1958), « Big Daddy » a d'abord été incarné par Crabtree à la fin de 1974, initialement toujours comme un méchant. Les justaucorps du personnage étaient ornés d'un grand « D » et ont été façonnés par sa femme Eunice depuis leur canapé en chintz. Ensemble, ils sont devenus connus pour avoir écrasé leurs adversaires aux yeux bleus. Cependant, pendant cette période, papa a commencé à être applaudi pour la première fois depuis son retour lorsqu'il est entré dans une querelle avec le méchant masqué Kendo Nagasaki, en particulier lorsqu'il a retiré le masque de Nagasaki lors d'un concours télévisé de Solihull en décembre 1975 (bien que le démasqué Nagasaki a rapidement remporté le combat quelques instants plus tard).
Au milieu de 1977, papa avait terminé sa transformation en œil bleu, un changement cimenté par la rupture de son équipe avec Haystacks et une querelle ultérieure entre les deux qui durerait jusqu'au début des années 1990. Le favori des fans, en particulier chez les enfants, Big Daddy est venu sur le ring soit dans une cape à paillettes, soit avec une veste et un chapeau haut de forme Union Flag . En plus de sa querelle avec Haystacks, Daddy a également rivalisé avec le lutteur canadien « Mighty » John Quinn . Il a titré Wembley Arena avec des matchs simples contre Quinn en 1979 et Haystacks en 1981. Plus tard dans les années 1980, il a rivalisé avec Dave « Fit » Finlay , Drew McDonald et de nombreux autres méchants.
En août 1987 au cirque Hippodrome de Great Yarmouth, Big Daddy a joué dans un match par équipe entre lui et son neveu Steve Crabtree (présenté comme « Greg Valentine ») contre King Kong Kirk et King Kendo. Après que Big Daddy a donné un coup d'éclat et épinglé King Kong Kirk, plutôt que de vendre l'impact du coup final, Kirk a pris une couleur malsaine et a été transporté d'urgence dans un hôpital voisin où il a été déclaré mort à son arrivée. Malgré le fait que l'enquête sur la mort de Kirk a révélé qu'il souffrait d'une grave maladie cardiaque et dégagé Crabtree de toute responsabilité, Crabtree a été dévasté.
Il a continué à faire des apparitions régulières jusqu'au début des années 1990, mais il a finalement pris sa retraite de la lutte en 1993 pour passer le reste de ses jours dans sa ville natale d'Halifax. Au cours de sa carrière, le Premier ministre Margaret Thatcher et la reine Elizabeth II ont déclaré être fans de « Big Daddy ».

### Vie privée
Son frère Brian était un arbitre de lutte et plus tard MC, tandis que son autre frère Max était un booker pour - et plus tard propriétaire de - Joint Promotions . Ses neveux Steve et Scott Crabtree ont également eu des carrières dans la lutte - Steve a lutté dans les années 1980 et 1990, présenté comme « Greg Valentine » (du nom du lutteur américain du même nom) tandis que Scott a lutté sous le nom de Scott Valentine. Les deux ont travaillé comme partenaires de l'équipe d'étiquettes pour leur oncle. Un autre neveu, Eorl Crabtree, est un ancien footballeur de la ligue de rugby pour l' Angleterre et les Giants de Huddersfield .
Crabtree est décédé d'un accident vasculaire cérébral en décembre 1997 à l'Hôpital général de Halifax. Il laisse dans le deuil sa seconde épouse de 31 ans, Eunice et six enfants.

## Autres médias
Big Daddy avait sa propre bande dessinée dans Buster au début des années 1980 dessinée par Mike Lacey. En 1982, ITV prévoyait de créer une émission télévisée autour de « Big Daddy » en remplacement de l'émission populaire pour enfants Tiswas du samedi matin. Un pilote pour Big Daddy's Saturday Show a été tourné et une série a été annoncée, mais Crabtree s'est retiré au dernier moment, laissant le samedi renommé à la hâte présenté par Isla St Clair et Tommy Boyd.
La version européenne du jeu multi-format Legends of Wrestling II présentait Big Daddy comme un lutteur légendaire supplémentaire exclusif.
Une pièce de théâtre de Brian Mitchell et Joseph Nixon, Big Daddy vs Giant Haystacks a été créée au Brighton Festival Fringe à East Sussex, en Angleterre, du 26 au 28 mai 2011, puis a fait une tournée en Grande-Bretagne.
Big Daddy figure sur l' album 9½ Psychedelic Meditations de Luke Haines en 2011 sur la lutte britannique des années 1970 et du début des années 1980 en tant que propriétaire d'un synthétiseur Casio VL-Tone.

## Palmarès
Fédération britannique de lutte
- British Heavyweight Championship (1 fois)
- Championnat d'Europe des poids lourds (2 fois)